# 구아마텔라
구아마텔라(Guamatela tuerckheimii)는 중앙아메리카에 자생하는 상록 관목이다. 크로소소마목에 속하는 구아마텔라과(Guamatelaceae)의 유일속인 구아마텔라속(Guamatela)의 유일종이다.

## 분포
이 종은 멕시코와 과테말라 그리고 온두라스에 제한적으로 자생한다. 이 속의 이름은 "과테말라"(Guatemala)의 알파벳 철자를 바꾼 것(애너그램)이다.

## 계통 분류
이 종은 1902년 독일인 식물 채집가 한스 폰 티르크하임(Hans von Tiirckheim, 1853-1920)이 과테말라 바하 베라빠스에서 발견했으며, 1914년 수집된 샘플을 미국인 식물학자 존 돈넬 스미스(John Donnell Smith)가 식물학지에서 기술했다.(Vol. 57, pp. 420–421) 최근에는 이 종을 구아마텔라과의 유일종으로 분류하지만, 이전에는 장미과로 분류하곤 했다.

## 참고 문헌
- Sang-Hun Oh, Daniel Potter: Description and Phylogenetic Position of a New Angiosperm Family, Guamatelaceae, Inferred from Chloroplast rbcL, atpB, and matK Sequences. Systematic Botany 31 (4) 2006, S. 730–738. doi:10.1600/036364406779695889